# Zach LaVine
Zachary Thomas LaVine (født 10. marts 1995) er en amerikansk professionel basketballspiller, som spiller for NBA-holdet Sacramento Kings. Han har været på All-Star holdet to gange i sin karriere, og har vundet Slam Dunk Contest to gange.

## Klubkarriere

### Minnesota Timberwolves
LaVine blev draftet af Minnesota Timberwolves med det 13. valg i 2014 draften. Han begyndte som rotationsspiller på holdet, men efter en skade til Ricky Rubio, så fik LaVine flere kampe fra start af. Han blev valgt til at være del af Slam Dunk Contest 2015, og vandt her overbevisende, da han fik 194 point ud af 200 mulige på sine fire dunk.
Han blev igen valgt til Slam Dunk Contest i 2016 og deltog her i en af de tætteste slam dunk konkurrencer nogensinde imod Aaron Gordon. LaVine endte med at vinde konkurrencen, som af flere fans og spillere siden er blevet kåret som en af de bedste, hvis ikke den bedste, Slam Dunk Contest nogensinde.
LaVine blev i 2016-17 sæsonen etableret som starter og så derfor et rekordår i sin produktion. Det varede dog kun til februar 2017, hvor at han blev ramt af en alvorlig knæskade, der afsluttede hans sæson.

### Chicago Bulls
LaVine skiftede i juni 2017 til Chicago Bulls som del af en aftale, der sendte Jimmy Butler til Minnesota. Han vendte tilbage fra sin skade i januar 2018.
LaVine havde sin store gennembrud i 2018-19 sæsonen, da han havde sit første år i NBA med 20+ point per kamp. Han fortsatte denne gode form over de næste sæsoner, og i 2020-21 sæsonen blev han for første gang i sin karriere valgt til All-Star holdet.
Han var igen del af All-Star holdet i 2021-22. Han nåede i sæsonen for første gang i sin karriere til slutspillet, men tabte i den første runde til Milwaukee Bucks. Han skrev ved sæsonens udgang en ny kontrakt med holdet.
Han scorede den 28. oktober 2023 51 point i et nederlag til Detroit Pistons, hvilke var hans første kamp med 50+ point i hans karriere.

### Sacramento Kings
LaVine skiftede i februar 2025 til Sacramento Kings som del af en aftale mellem Bulls, Kings og San Antonio Spurs.

## Landsholdskarriere
Han var igen med på USA's basketballlandshold til OL 2020 i Tokyo (afholdt i 2021). Her bestod indledende runde for første gang af fire puljer à fire hold, og USA var knap så store favoritter, som de tidligere havde været. Holdet indledte med at tabe til Frankrig, men vandt de to øvrige kampe og var dermed klar til knockout-fasen. Holdet virkede til at blive stærkere, som turneringen skred frem, og det vandt kvartfinalen over Spanien, derpå semifinalen over Australien, inden de i finalen igen stod over for Frankrig. Kampen blev ret tæt, men i anden halvleg var det med USA i spidsen hele tiden, og holdet genvandt guldet med en sejr på 87-82, mens Frankrig fik sølv og Australien bronze efter sejr i kampen om tredjepladsen.